# 씨 울프 (미니시리즈)
씨 울프(Sea Wolf)는 독일에서 제작된 마이크 베이커 감독의 모험, 드라마 TV 영화이자 미니시리즈이다. 세바스티안 코치 등이 주연으로 출연하였다. 2부작으로 2009년 방영되었다. 1904년 소설 The Sea-Wolf에 기반을 둔다.

## 출연

### 주연
- 세바스티안 코치
- 니브 캠벨
- 스티븐 캠벨 무어
- 팀 로스

### 조연
- 앤드류 잭슨
- 토비아스 쉔케
- 피터 맥닐
- 줄리안 리칭즈
- 존 빌
- 제네비브 스틸
- 다니엘 릴포드
- 브라이언 하이턴
- 리차드 도넷
- 라퀠 더피
- 캐리 네빌
- 마르첼로 베지나
- 다이온 존스톤
- 맥스웰 맥케이브 로코스

## 제작진
- 프로듀서: 허버트 G. 클로이버
- 프로듀서: 리콜트 본 가게른
- 프로듀서: 베레나 본 히르만
- 미술: 롭 그레이
- 세트: 이안 그레그
- 세트: 헤더 로더
- 의상: 마샤 커리
- 배역: 마누엘 푸로
- 배역: 스티븐 시크더
- 배역: 제레미 지머먼